# Бібліотечна планета
«Бібліотечна планета» — науково-виробничий журнал, засновани. Національною парламентською бібліотекою України (НПБУ, нині — Національна бібліотека України імені Ярослава Мудрого).
Виходить щоквартально від березня 1998 українською мовою в Києві.
Журнал призначений для бібліотечних фахівців, науковців, викладачів, аспірантів, студентів закладів вищої освіти, що займаються підготовкою бібліотечних та інформаційних працівників.